# Thomas Bruce
Sir Thomas Bruce († um den 17. Februar 1307) war ein schottischer Ritter und Rebell.

## Herkunft
Thomas Bruce entstammte der schottischen Familie Bruce. Er war vermutlich der vierte Sohn von Robert de Brus, Earl of Carrick und dessen Frau Marjorie, Countess of Carrick und wurde wahrscheinlich nach dem in der Familie besonders verehrten Thomas Becket benannt. Seine Kindheit verbrachte er wie seine Brüder vermutlich zum Teil bei befreundeten gälischen Familien.

## Rolle im Schottischen Unabhängigkeitskrieg
Bruce wurde zum Ritter geschlagen und soll während des Schottischen Unabhängigkeitskriegs einen Hass auf die Engländer entwickelt haben. Er unterstützte seinen älteren Bruder Robert Bruce, als dieser im März 1306 gegen die Oberherrschaft des englischen Königs Eduard I. rebellierte und sich zum König der Schotten erhob. Robert I. wurde jedoch im Sommer 1306 von den Engländern geschlagen und musste nach Westschottland und vermutlich auf die Hebriden oder nach Ulster flüchten. Thomas Bruce unterstützte seinen Bruder. Zusammen mit seinem Bruder Alexander diente er vermutlich als Gesandter von Robert, um bei irischen Häuptlingen um Unterstützung im Kampf gegen die Engländer zu bitten. Anfang Februar 1307 schickte Robert ihn zusammen mit Alexander, Reginald Crawford und Malcolm MacQuillan, Lord of Kintyre als Vorausabteilung nach Südwestschottland. Sie landeten um den 9. Februar 1307 mit einer kleinen Streitmacht in Galloway. Dort sollten sie versuchen, von der lokalen Bevölkerung Unterstützung zu erhalten. Das Unternehmen endete in einer völligen Katastrophe. Sie wurden rasch von dem auf englischer Seite stehenden Dungal Macdowell gefangen genommen. Macdouall ließ MacQuillan und andere, weniger wichtige Gefangene sofort hinrichten und deren abgeschlagene Köpfe an den Prince of Wales senden. Alexander und Thomas wurden allerdings lebend an den englischen König ausliefert. Thomas wurde auf Befehl des Königs hingerichtet, wahrscheinlich als Verräter grausam durch Hängen, ausweiden und köpfen.
Thomas hatte Helen, eine Tochter von Sir John Erskine geheiratet.